# 威基基水族館
威基基水族館（英語：Waikiki Aquarium）是位於美國夏威夷檀香山的一座水族館，於1904年3月19日創立，是全美國歷史第二長的公眾水族館。由1919年，該水族館開始由夏威夷大學馬諾阿分校管理。

## 外部連結
- 官方網站 （页面存档备份，存于）（英文）